# シュテルン-フォルマーの式
シュテルン-フォルマーの式（シュテルン-フォルマーのしき、英: Stern–Volmer equation）は、光物理的な「分子間」失活過程の速度論についての式である。オットー・シュテルンとマックス・フォルマーにちなんで命名された。
蛍光と燐光のような過程は「分子間」失活（消光）過程の例である。「分子間」失活は、励起状態の減衰速度を他の化学種の存在が加速しうるような場合である。一般的にこの過程は以下のような式で表される。
{\displaystyle \mathrm {A} ^{*}+\mathrm {Q} \rightarrow \mathrm {A} +\mathrm {Q} }
もしくは
{\displaystyle \mathrm {A} ^{*}+\mathrm {Q} \rightarrow \mathrm {A} +\mathrm {Q} ^{*}}
ここで、A はある化学種、Q は別の化学種（「消光剤」と呼ばれる）、* は励起状態を表す。
この過程の速度論は、以下のシュテルン-フォルマーの式で表される。
{\displaystyle {\frac {I_{f}^{0}}{I_{f}}}=1+k_{q}\tau _{0}\cdot [\mathrm {Q} ]}
ここで、{\displaystyle I_{f}^{0}} は消光剤がない場合での蛍光強度、{\displaystyle I_{f}} は消光剤がある場合での蛍光強度、{\displaystyle k_{q}} は消光剤の速度定数、{\displaystyle \tau _{0}} は消光剤がない場合での A の蛍光寿命、{\displaystyle [\mathrm {Q} ]} は消光剤の濃度である。
「拡散律速」消光の場合、消光速度定数は {\displaystyle k_{q}={8RT}/{3\eta }} で与えられる。ここで、{\displaystyle R} は理想気体定数、{\displaystyle T} は温度、{\displaystyle \eta } は粘度である。この式はストークス-アインシュタインの式から導出される。実際には、消光剤との衝突のごく一部が消光に影響し、真の消光速度定数は実験によって決定される。